# Robert L. Williams
Robert Lee Williams, född 20 december 1868 i Pike County i Alabama, död 10 april 1948 i Durant i Oklahoma, var en amerikansk demokratisk politiker och jurist. Han var Oklahomas guvernör 1915–1919.
Williams utexaminerades 1890 från Southern University, studerade sedan juridik och inledde sin karriär som advokat i Alabama. Några år senare beslutade han sig för att studera teologi. Efter två år som metodistpräst återvände han till advokatyrket. År 1896 öppnade han sin advokatpraktik i Durant. Han var chefsdomare i Oklahomas högsta domstol 1907–1914.
Williams efterträdde 1915 Lee Cruce som Oklahomas guvernör och efterträddes 1919 av James B.A. Robertson. År 1919 fick han en federal domarbefattning och år 1937 blev han utnämnd till en federal appellationsdomstol. Han avled 1948 och gravsattes på Highland Cemetery i Durant.